# 公海舰队章

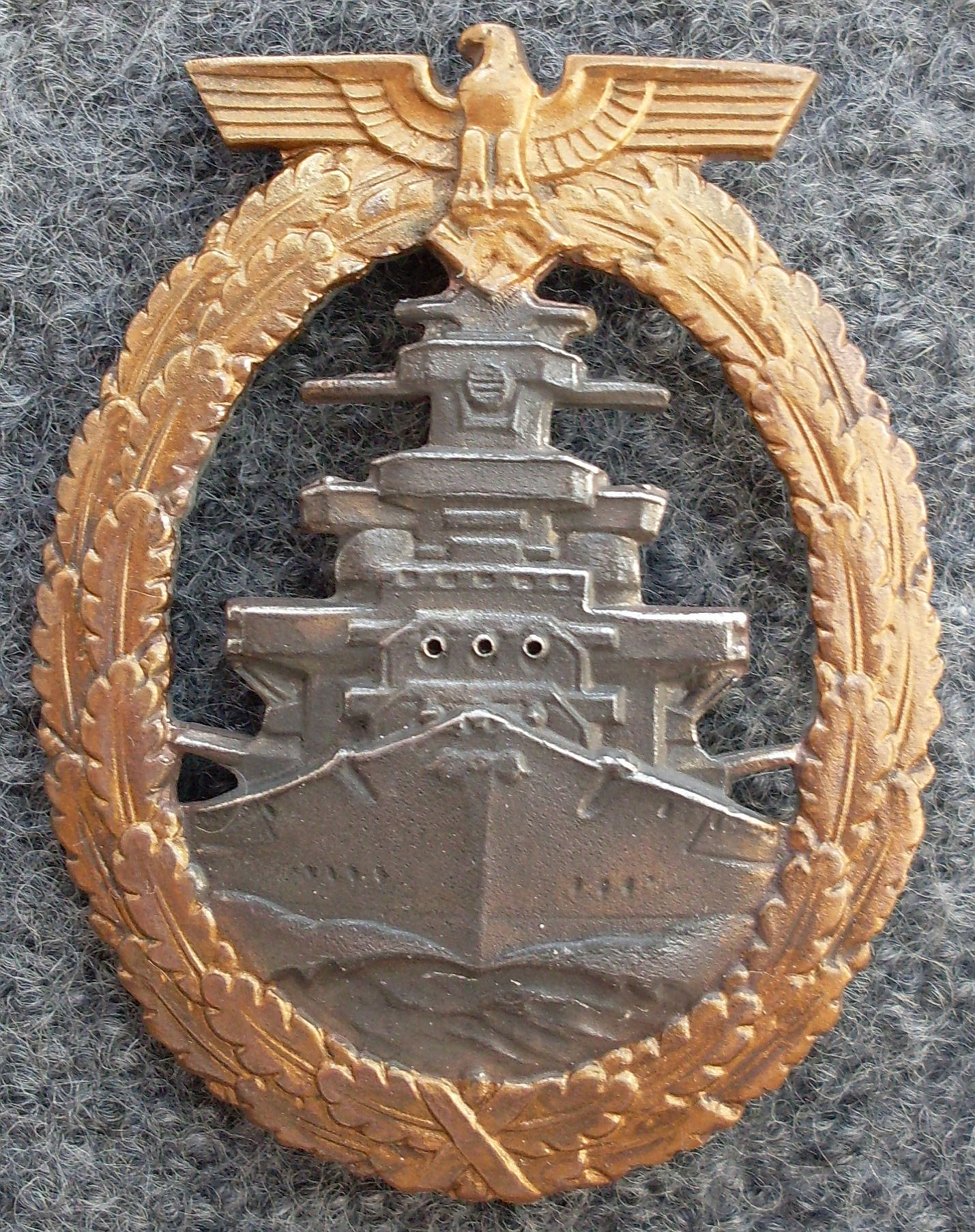
公海舰队章

公海舰队章（德語：Das Flottenkriegsabzeichen）是一项由納粹德國颁发给納粹德國海軍成员的军事奖章。获颁者主要是戰艦和巡洋舰舰员，但也有曾为戰艦和巡洋舰执行作战支援任务的舰船的舰员获颁该章。尽管该奖章设立于1941年4月，但参与过发生在此前的作战任务的人员也是能获颁该章的。该章主要嘉奖的是曾参与对英國皇家海軍海上作战的人员。